# Miguel María de Nava y Carreño
Miguel María de Nava y Carreño (Madrid, 22 de agosto de 1703–ibíd., 29 de octubre de 1783) fue un consejero español, que llegó a ocupar la presidencia del consejo de Castilla.

## Biografía
Hijo de Matías de la Nava y Bárbara Josefa Carreño. Casado con Jacinta Manrique de Lara, con la que no tuvo descendencia.
Colegial mayor del colegio de Santa Cruz de Valladolid, donde se licenció. En 1722 es nombrado caballero de la orden de Calatrava. En 1733 empieza a trabajar como fiscal del consejo de Navarra. En 1741 se desplaza a Madrid, donde es nombrado alcalde de casa y corte, cargo que ejerció durante 13 años y del que llegó a ser decano. En 1754 es nombrado miembro del consejo de Castilla, y en 1767 del de Cámara. En 1783, siendo ya decano, fue nombrado gobernador del consejo de Castilla, cargo que desempeñó hasta su muerte, en octubre de ese mismo año. Fue enterrado en la antigua parroquia de Santa Cruz, en Madrid.